# Arthur Compton
Pour les articles homonymes, voir Compton.
Arthur Holly Compton, né le 10 septembre 1892 à Wooster et mort le 15 mars 1962 à Berkeley, est un physicien américain. Il est lauréat du prix Nobel de physique de 1927 « pour la découverte de l'effet nommé en son nom », qui apporte en 1922 la preuve de l'aspect corpusculaire du rayonnement électromagnétique.

## Biographie

### Jeunesse
Arthur Compton est né le 10 septembre 1892 à Wooster, en Ohio, aux États-Unis. Il est le fils d'Elias Compton (1856-1938), doyen de l'université de Wooster, et d'Otelia Catherine Augspurger (1858-1944). Ses frères ainés Karl et Wilson (1890-1967) auront également une carrière académique remarquable, Karl étant lui-même physicien. Il a aussi une sœur, Mary (1889-1961).
En 1912-1913, pendant ses études à l'université de Wooster, il développe un instrument capable de mesurer la rotation de la terre en exploitant l'action de la force de Coriolis sur un fluide dans un tube torique. Cet appareil sera appelé « générateur (ou tube) de Compton ».
Après avoir obtenu son diplôme de premier cycle à Wooster en 1913, il part étudier à l'université de Princeton, où il obtient son doctorat en 1916, en soutenant une thèse, dirigée par Hereward L. Cooke, sur la réflexion des rayons X sur les atomes.
En juin 1916, il épouse Betty Charity McCloskey (1892-1980). Ils auront deux fils, Arthur Alan Compton (1918-1999) et John Joseph Compton (1928-2014).
Compton travaille comme assistant à l'université du Minnesota en 1916-1917, puis quelque temps à la Westinghouse Electric Company à Pittsburgh, où il développe des lampes à vapeur de sodium.

### Carrière académique
En 1919, il reçoit une bourse qui lui permet de partir au laboratoire Cavendish de l'université de Cambridge, en Angleterre. Avec George Paget Thomson, le fils du découvreur de l'électron, J. J. Thomson, il étudie la diffusion et l'absorption des rayons gamma.
À son retour aux États-Unis, il est nommé chef du département de physique de l'université Washington de Saint-Louis, en 1920. En 1922, il découvre que les rayons X diffusés par des électrons ont une énergie moindre que les rayons X non diffusés, la différence d'énergie étant transférée aux électrons. Ce résultat, connu sous le nom de diffusion Compton, démontre la nature corpusculaire du rayonnement électromagnétique et lui vaudra le prix Nobel de physique 1927 avec Charles Wilson.
En 1923, Compton est nommé professeur de physique à l'université de Chicago, où il restera vingt-deux ans. Ses recherches concernent l'étude de la diffusion des rayons X, puis, à partir des années 1930, des rayons cosmiques.
En 1926-1927, il travaille à l'université du Pendjab à Lahore, en Inde britannique, où sa sœur s'est installée.
Il reçoit le prix Rumford en 1926. Il est également lauréat de la Médaille Hughes et de la Médaille Franklin en 1940.

### Seconde guerre mondiale

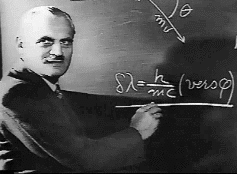
Arthur Holly Compton.

En mai 1941, à la demande de Vannevar Bush, chef du National Defense Research Committee, il rédige un rapport sur les possibilités offertes par l'uranium et le plutonium pour réaliser des armes nucléaires. Un second rapport, écrit en octobre 1941 avec l'aide d'Enrico Fermi et d'autres spécialistes de la physique nucléaire, suggère l'emploi d'uranium 235 d'une certaine masse critique pour la réalisation de la bombe atomique. Une solution avec du plutonium 239 est également envisagée. À cet effet, le Metallurgical Laboratory est fondé sous la direction de Compton, qui regroupe avec son groupe de Chicago plusieurs spécialistes de la physique nucléaire. En juin 1942, le laboratoire passe officiellement sous contrôle des militaires du projet Manhattan. Compton donne à Robert Oppenheimer la responsabilité de la conception de la bombe au laboratoire de Los Alamos. Le 2 décembre 1942, sous la direction de Fermi, la première pile atomique, Chicago Pile-1, diverge. Compton, avec Fermi et Ernest Orlando Lawrence, fait partie du comité dirigé par Oppenheimer qui recommande l'usage de l'arme nucléaire au Japon. Il reçoit la Medal for Merit pour les services rendus au projet Manhattan.

### Retour à Saint-Louis et décès
De 1946 à 1954, Compton est le chancelier de l'université Washington de Saint-Louis. Il y reste actif jusqu'à sa retraite en 1961.
Il a été co-chairman de la National Conference of Christians and Jews (NCCJ, devenue plus tard la National Conference for Community and Justice) de 1938 à 1947 puis membre de son conseil d'administration jusqu'en 1958. Il soutient la formation de Fraternité mondiale et préside son congrès fondateur à Paris en juin 1950. Il est membre du conseil de l'Atlantic Union Committee, constitué en mars 1949, et qui préconise une fédération Atlantique organisée sur une base démocratique pour promouvoir la paix, à l'instigation de Clarence Streit.
En 1956, il publie Atomic Quest, un livre relatant son expérience personnelle dans le projet Manhattan.
Invité à l'université de Californie à Berkeley au printemps 1962, Compton est pris d'une hémorragie cérébrale et meurt à Berkeley le 15 mars 1962. Il est enterré au cimetière de Wooster.

## Distinctions
- Pour le Mérite

## Travaux majeurs

### Diffusion Compton
Compton remarque que la longueur d'onde des rayons X diffusés par des électrons est plus importante que celle de la source des rayons non diffusés. C'est donc que les rayons ont perdu de l'énergie au cours de la diffusion. Dans son article publié en 1923, Compton explique la différence d'énergie en attribuant un caractère corpusculaire aux photons X. La conclusion de Compton provoque une vive controverse, car le caractère ondulatoire du rayonnement était bien établi, et la possibilité pour les photons de se comporter à la fois comme une particule et comme une onde était une nouveauté.
Ces résultats sont récompensés par le prix Nobel de physique 1927 (partagé avec Charles Wilson), qui entérine la notion de dualité onde-corpuscule de la lumière.

### Rayons X
Compton utilise la diffusion des rayons X sur divers matériaux et confirme la polarisation du faisceau diffusé. Il utilise également la diffusion X pour étudier les propriétés des matériaux, comme le ferromagnétisme et la densité.

### Rayons cosmiques
À la suite d'observations en divers points du globe à différentes altitudes, Compton suggère que le rayonnement cosmique est dû à des particules chargées, à rebours de Robert Andrews Millikan, qui soutenait que ces rayons étaient des photons. La différence d'intensité des rayons mesurés aux pôles et à l'équateur, due au champ magnétique terrestre, donne raison à Compton.

## Publications
- Compton, Arthur (1918). "American Physical Society address (décembre 1917)", Physical Review, Series II.
- Compton, Arthur (1923). "A Quantum Theory of the Scattering of X-Rays by Light Elements", Physical Review, 21(5), 483 - 502.
- Compton, Arthur (1935). The Freedom of Man, New Haven: Yale University Press.
- Compton, Arthur (1940). The Human Meaning of Science, Chapel Hill: University of North Carolina Press.
- Compton, Arthur (1956). Atomic Quest, New York: Oxford University Press.
- Compton, Arthur (1967). The Cosmos of Arthur Holly Compton, New York: Alfred A. Knopf; edited by Marjorie Johnston
- Compton, Arthur (1973). Scientific Papers of Arthur Holly Compton, Chicago: University of Chicago Press; edited by Robert S. Shankland.

#### Bases de données et dictionnaires
- Ressources relatives à la recherche :   - Atomic Heritage Foundation
  - INSPIRE-HEP
  - Mathematics Genealogy Project
  - Scopus
- Ressource relative à la littérature :   - Internet Speculative Fiction Database
- Ressource relative à l'astronomie :   - Biographical Encyclopedia of Astronomers
- Ressource relative à la bande dessinée :   - Comic Vine
- Ressource relative à la musique :   - Carnegie Hall
- Notices dans des dictionnaires ou encyclopédies généralistes :   - American National Biography
  - Britannica
  - Brockhaus
  - Den Store Danske Encyklopædi
  - Deutsche Biographie
  - Enciclopedia De Agostini
  - Gran Enciclopèdia Catalana
  - Hrvatska Enciklopedija
  - Internetowa encyklopedia PWN
  - Nationalencyklopedin
  - Munzinger
  - Proleksis enciklopedija
  - Store norske leksikon
  - Treccani
  - Universalis
  - Visuotinė lietuvių enciklopedija
- Notices d'autorité :   - VIAF
  - ISNI
  - BnF (données)
  - IdRef
  - LCCN
  - GND
  - Italie
  - Japon
  - CiNii
  - Pays-Bas
  - Pologne
  - Israël
  - NUKAT
  - Catalogne
  - Vatican
  - Australie
  - Norvège
  - Croatie